# Дехенд, Герта фон
Герта фон Дехенд (5 октября 1915, Гейдельберг — 23 апреля 2001, Франкфурт-на-Майне) — немецкая этнолог и исследовательница первобытных космогоний, профессор Института истории естествознания Франкфуртского университета на Майне. Соавтор культового исследования по сравнительной мифологии и астроархеологии «Мельница Гамлета» (1969).

## Биография
Родилась в Гейдельберге в 1915 году. С 1934 года работала во франкфуртском Музее этнологии, которым руководил Лео Фробениус вплоть до его смерти в 1938 году, а также в его антропологическом научно-исследовательском институте.
При работе над диссертацией «Культовое и мифическое значение свиньи в Индонезии и Океании» (1939) к ней пришло осознание, что мифы обитателей южных морей можно понять, только расшифровав их научный, особенно астрономический смысл.
С 1943 года работала в Институте истории науки, основанном в том же году Вилли Хартнером; ныне это подразделение Франкфуртского университета имени Гёте.
Исследования Герты фон Дехенд обобщены в её докторской диссертации «Миф о построенном мире как выражение архаического естествознания» (1960) и в её книге «Мельница Гамлета» (1969), выпущенной в соавторстве с историком науки Джорджо де Сантиллана из Массачусетского технологического института (MIT) и изначально написанной на английском языке. Она утверждала, что первоначальная функция мифа заключалась в том, чтобы представлять прежде всего астрономические связи и календарные особенности, — задолго до того, как были найдены философские и математические выражения, более понятные нам сегодня. Особенно спорным был её тезис, что ещё до Гиппарха существовали знания о прецессии равноденствий, выраженные на языке мифа.

## Публикации
- Культ и мифическое значение свиньи в Индонезии и Океании. Диссертация, Франкфурт, 1943 год. / нем. Die kultische und mythische Bedeutung des Schweins in Indonesien und Ozeanien
- «Мельница Гамлета. Эссе о мифах и структуре времени». Изд-во Гарвардского университета, 1969, ISBN 0-87645-008-7 ; переиздано как «Мельница Гамлета. Эссе, исследующее происхождение человеческого знания и его передачу через миф». 1977, ISBN 0-87923-215-3.
- Введение в архаическую космологию. Лекции в зимнем семестре 1976/77. Мюнхен, 2011